# Aachener Turn- und Sportverein Alemannia 1900 2011-2012
Questa voce raccoglie le informazioni riguardanti l'Aachener Turn- und Sportverein Alemannia 1900 nelle competizioni ufficiali della stagione 2011-2012.

## Stagione
Nella stagione 2011-2012 l'Alemannia, allenato da Peter Hyballa, Ralf Aussem e Friedhelm Funkel, concluse il campionato di 2. Bundesliga al 17º posto e fu retrocesso in 3. Liga. In Coppa di Germania l'Alemannia fu eliminato al primo turno dal Karlsruhe.

## Rosa
| N. |                        | Ruolo | Calciatore         |
| -- | ---------------------- | ----- | ------------------ |
| 1  | Germania (bandiera)    | P     | David Hohs         |
| 2  | Germania (bandiera)    | D     | Kim Falkenberg     |
| 3  | Germania (bandiera)    | D     | Andreas Korte      |
| 4  | Germania (bandiera)    | C     | Kevin Maek         |
| 5  | Germania (bandiera)    | D     | Tobias Feisthammel |
| 6  | Paesi Bassi (bandiera) | C     | Bas Sibum          |
| 7  | Germania (bandiera)    | A     | Marco Stiepermann  |
| 8  | Turchia (bandiera)     | C     | Alper Uludağ       |
| 9  | Germania (bandiera)    | A     | Benjamin Auer      |
| 10 | Paesi Bassi (bandiera) | A     | Anouar Hadouir     |
| 12 | Paesi Bassi (bandiera) | P     | Boy Waterman       |
| 13 | Germania (bandiera)    | C     | Albert Streit      |
| 14 | Germania (bandiera)    | D     | Mario Erb          |
| 15 | Germania (bandiera)    | C     | Kevin Kratz        |
| 16 | Germania (bandiera)    | C     | Florian Müller     |
| 17 | Germania (bandiera)    | D     | Thomas Stehle      |
| 18 | Germania (bandiera)    | D     | Jonas Strifler     |

| N. |                     | Ruolo | Calciatore              |
| -- | ------------------- | ----- | ----------------------- |
| 19 | Nigeria (bandiera)  | D     | Seyi Olajengbesi        |
| 20 | Germania (bandiera) | C     | Reinhold Yabo           |
| 21 | Germania (bandiera) | P     | Tim Krumpen             |
| 22 | Germania (bandiera) | D     | Patrizio Frau           |
| 23 | Turchia (bandiera)  | C     | Bilal Çubukçu           |
| 25 | Germania (bandiera) | C     | Manuel Junglas          |
| 26 | Tunisia (bandiera)  | D     | Aïmen Demai             |
| 27 | Germania (bandiera) | D     | Shervin Radjabali-Fardi |
| 28 | Germania (bandiera) | D     | Mirko Casper            |
| 29 | Romania (bandiera)  | A     | Sergiu Radu             |
| 30 | Angola (bandiera)   | C     | Narciso Lubaca          |
| 32 | Germania (bandiera) | D     | Timo Achenbach          |
| 33 | Germania (bandiera) | A     | Daniel Engelbrecht      |
| 35 | Germania (bandiera) | C     | Sascha Marquet          |
| 36 | Germania (bandiera) | A     | Denis Pozder            |
| 37 | Germania (bandiera) | A     | David Odonkor           |

## Organigramma societario
Area tecnica
- Allenatore: Ralf Aussem
- Allenatore in seconda:
- Preparatore dei portieri: Hans Spillmann
- Preparatori atletici: Maik Goebbels, Thomas Lange

## Calciomercato

### Sessione estiva
| Acquisti | Acquisti          | Acquisti            | Acquisti |
| R.       | Nome              | da                  | Modalità |
| -------- | ----------------- | ------------------- | -------- |
| A        | Anouar Hadouir    | Roda JC             |          |
| A        | Fabian Bäcker     | Borussia M'gladbach |          |
| D        | Mario Erb         | Bayern Monaco II    |          |
| D        | Kim Falkenberg    | Greuther Fürth      |          |
| C        | Lennart Hartmann  | Hertha Berlino      |          |
| C        | Kevin Maek        | Werder Brema II     |          |
| C        | Bas Sibum         | N.E.C.              |          |
| A        | Marco Stiepermann | Borussia Dortmund   |          |
| D        | Jonas Strifler    | Dinamo Dresda       |          |
| P        | Boy Waterman      | De Graafschap       |          |
| C        | Reinhold Yabo     | Colonia             |          |

| Cessioni | Cessioni           | Cessioni                | Cessioni |
| R.       | Nome               | a                       | Modalità |
| -------- | ------------------ | ----------------------- | -------- |
| A        | Juvhel Tsoumou     | Preston N.E.            |          |
| C        | Tolgay Arslan      | Amburgo                 |          |
| C        | Thorsten Burkhardt | Wehen Wiesbaden         |          |
| A        | Babacar Guèye      | FSV Francoforte         |          |
| D        | Nico Herzig        | Wehen Wiesbaden         |          |
| C        | Marco Höger        | Schalke 04              |          |
| D        | Sebastian Jansen   | Rot-Weiss Essen         |          |
| P        | Tim Krumpen        | Alemannia Aquisgrana II |          |
| C        | Zoltán Stieber     | Magonza                 |          |

### Sessione invernale
| Acquisti | Acquisti | Acquisti | Acquisti |
| R.       | Nome     | da       | Modalità |
| -------- | -------- | -------- | -------- |

| Cessioni | Cessioni         | Cessioni               | Cessioni |
| R.       | Nome             | a                      | Modalità |
| -------- | ---------------- | ---------------------- | -------- |
| C        | Lennart Hartmann | Babelsberg             |          |
| A        | Fabian Bäcker    | Borussia M'gladbach II |          |

## Risultati

### 2. Bundesliga

#### Girone di andata
| Arbitro: | Gagelmann |

|            |           |  |
| Müller 53’ | Marcatori |  |

| Arbitro: | Wingenbach |

|  |           |                             |
|  | Marcatori | 15’ (aut.) Erb 80’ Pfitzner |

| Arbitro: | Steuer |

|                                 |           |                |
| Kruse 17’, 90’ Bruns 45’ (rig.) | Marcatori | 7’ Feisthammel |

| Arbitro: | Christ |

|  |           |                          |
|  | Marcatori | 53’ Banović 74’ Rangelov |

| Rostock 19 agosto 2011, ore 18:00 CEST 5ª giornata | Hansa Rostock | 0 – 0 referto | Alemannia Aquisgrana | DKB-Arena (14 700 spett.)\| Arbitro: \| Unger \| |
| Arbitro:                                           | Unger         |               |                      |                                                  |

| Aquisgrana 27 agosto 2011, ore 13:00 CEST 6ª giornata | Alemannia Aquisgrana | 0 – 0 referto | Fortuna Düsseldorf | Stadio Tivoli (23 864 spett.)\| Arbitro: \| Brych \| |
| Arbitro:                                              | Brych                |               |                    |                                                      |

| Paderborn 9 settembre 2011, ore 18:00 CEST 7ª giornata | Paderborn | 0 – 0 referto | Alemannia Aquisgrana | Energieteam Arena (7 236 spett.)\| Arbitro: \| Petersen \| |
| Arbitro:                                               | Petersen  |               |                      |                                                            |

| Aquisgrana 18 settembre 2011, ore 13:30 CEST 8ª giornata | Alemannia Aquisgrana | 0 – 0 referto | Greuther Fürth | Stadio Tivoli (14 867 spett.)\| Arbitro: \| Stieler \| |
| Arbitro:                                                 | Stieler              |               |                |                                                        |

| Arbitro: | Rafati |

|                                |           |  |
| Karl 38’ Mattuschka 87’ (rig.) | Marcatori |  |

| Arbitro: | Willenborg |

|                 |           |                          |
| Feisthammel 32’ | Marcatori | 53’, 69’, 86’ Chrisantus |

| Arbitro: | Steinhaus-Webb |

|          |           |                  |
| Fořt 90’ | Marcatori | 34’ (rig.) Demai |

| Arbitro: | Christ |

|                                      |           |            |
| Olajengbesi 21’ Auer 26’ Odonkor 90’ | Marcatori | 51’ Buddle |

| Arbitro: | Bandurski |

|          |           |  |
| Inui 39’ | Marcatori |  |

| Arbitro: | Sippel |

|                          |           |                               |
| Radu 5’ Bajić 68’ (aut.) | Marcatori | 29’ Domovchiyski 66’ Hoffmann |

| Arbitro: | Osmers |

|                                               |           |                             |
| Idrissou 9’ Köhler 11’ Hoffer 80’ Matmour 88’ | Marcatori | 77’ Auer 81’ Radu 86’ Demai |

| Arbitro: | Petersen |

|  |           |                   |
|  | Marcatori | 36’ Radu 87’ Auer |

| Arbitro: | Willenborg |

|                    |           |                     |
| Radu 43’ Sibum 83’ | Marcatori | 41’ Buck 77’ Aigner |

#### Girone di ritorno
| Arbitro: | Steinhaus-Webb |

|          |           |           |
| Auer 49’ | Marcatori | 64’ Kempe |

| Arbitro: | Leicher |

|             |           |           |
| Kumbela 86’ | Marcatori | 26’ Sibum |

| Arbitro: | Willenborg |

|                           |           |          |
| Auer 13’ (rig.) Demai 15’ | Marcatori | 39’ Boll |

| Arbitro: | Winkmann |

|            |           |                 |
| Möhrle 53’ | Marcatori | 50’ Feisthammel |

| Aquisgrana 19 febbraio 2012, ore 14:10 CET 22ª giornata | Alemannia Aquisgrana | 0 – 0 referto | Hansa Rostock | Stadio Tivoli (14 178 spett.)\| Arbitro: \| Wingenbach \| |
| Arbitro:                                                | Wingenbach           |               |               |                                                           |

| Düsseldorf 27 febbraio 2012, ore 20:15 CET 23ª giornata | Fortuna Düsseldorf | 0 – 0 referto | Alemannia Aquisgrana | Merkur Spiel-Arena (28 712 spett.)\| Arbitro: \| Aytekin \| |
| Arbitro:                                                | Aytekin            |               |                      |                                                             |

| Arbitro: | Ittrich |

|  |           |                            |
|  | Marcatori | 55’, 62’ Taylor 89’ Alushi |

| Arbitro: | Schmidt |

|            |           |  |
| Occéan 29’ | Marcatori |  |

| Arbitro: | Hartmann |

|               |           |                                |
| Achenbach 28’ | Marcatori | 23’ Ede 41’ Terodde 46’ Zoundi |

| Arbitro: | Gagelmann |

|                        |           |          |
| Gledson 6’ Görlitz 50’ | Marcatori | 22’ Auer |

| Arbitro: | Dingert |

|  |           |           |
|  | Marcatori | 59’ Dedič |

| Arbitro: | Fischer |

|                                                       |           |                                      |
| Stiepermann 41’ (aut.) Leitl 76’ (rig.) Schäffler 89’ | Marcatori | 12’, 53’ Stiepermann 44’ Olajengbesi |

| Arbitro: | Aytekin |

|                        |           |  |
| Odonkor 26’ Streit 39’ | Marcatori |  |

| Arbitro: | Stark |

|                           |           |  |
| Brosinski 75’ Gjasula 83’ | Marcatori |  |

| Arbitro: | Weiner |

|  |           |                                          |
|  | Marcatori | 45’, 48’ Idrissou 72’ (aut.) Olajengbesi |

| Arbitro: | Sippel |

|           |           |  |
| Demai 19’ | Marcatori |  |

| Arbitro: | Wingenbach |

|            |           |                       |
| Aigner 18’ | Marcatori | 11’ Streit 21’ Uludağ |

### Coppa di Germania
| Arbitro: | Aytekin |

|                                   |           |                 |
| Milchraum 26’ Kempe 83’ Krebs 90’ | Marcatori | 7’ (rig.) Kratz |

## Statistiche

### Statistiche di squadra
| Competizione      | Punti | In casa | In casa | In casa | In casa | In casa | In casa | In trasferta | In trasferta | In trasferta | In trasferta | In trasferta | In trasferta | Totale | Totale | Totale | Totale | Totale | Totale | DR  |
| Competizione      | Punti | G       | V       | N       | P       | Gf      | Gs      | G            | V            | N            | P            | Gf           | Gs           | G      | V      | N      | P      | Gf     | Gs     | DR  |
| ----------------- | ----- | ------- | ------- | ------- | ------- | ------- | ------- | ------------ | ------------ | ------------ | ------------ | ------------ | ------------ | ------ | ------ | ------ | ------ | ------ | ------ | --- |
| 2. Bundesliga     | 31    | 17      | 4       | 6       | 7       | 15      | 24      | 17           | 2            | 7            | 8            | 15           | 23           | 34     | 6      | 13     | 15     | 30     | 47     | -17 |
| Coppa di Germania | -     | 0       | 0       | 0       | 0       | 0       | 0       | 1            | 0            | 0            | 1            | 1            | 3            | 1      | 0      | 0      | 1      | 1      | 3      | -2  |
| Totale            | 31    | 17      | 4       | 6       | 7       | 15      | 24      | 18           | 2            | 7            | 9            | 16           | 26           | 35     | 6      | 13     | 16     | 31     | 50     | -19 |

### Andamento in campionato
| Giornata  | 1  | 2  | 3  | 4  | 5  | 6  | 7  | 8  | 9  | 10 | 11 | 12 | 13 | 14 | 15 | 16 | 17 | 18 | 19 | 20 | 21 | 22 | 23 | 24 | 25 | 26 | 27 | 28 | 29 | 30 | 31 | 32 | 33 | 34 |
| --------- | -- | -- | -- | -- | -- | -- | -- | -- | -- | -- | -- | -- | -- | -- | -- | -- | -- | -- | -- | -- | -- | -- | -- | -- | -- | -- | -- | -- | -- | -- | -- | -- | -- | -- |
| Luogo     | T  | C  | T  | C  | T  | C  | T  | C  | T  | C  | T  | C  | T  | C  | T  | T  | C  | C  | T  | C  | T  | C  | T  | C  | T  | C  | T  | C  | T  | C  | T  | C  | C  | T  |
| Risultato | P  | P  | P  | P  | N  | N  | N  | N  | P  | P  | N  | V  | P  | N  | P  | V  | N  | N  | N  | V  | N  | N  | N  | P  | P  | P  | P  | P  | N  | V  | P  | P  | V  | V  |
| Posizione | 15 | 18 | 18 | 18 | 18 | 18 | 18 | 17 | 18 | 18 | 18 | 17 | 18 | 17 | 17 | 15 | 15 | 14 | 14 | 14 | 14 | 14 | 12 | 13 | 16 | 16 | 16 | 17 | 18 | 18 | 18 | 18 | 17 | 17 |

Legenda:

Luogo: C = Casa; T = Trasferta. Risultato: V = Vittoria; N = Pareggio; P = Sconfitta.

### Statistiche dei giocatori
| Giocatore          | 2. Bundesliga | 2. Bundesliga | 2. Bundesliga | 2. Bundesliga | Coppa di Germania | Coppa di Germania | Coppa di Germania | Coppa di Germania | Totale   | Totale | Totale      | Totale     |
| Giocatore          | Presenze      | Reti          | Ammonizioni   | Espulsioni    | Presenze          | Reti              | Ammonizioni       | Espulsioni        | Presenze | Reti   | Ammonizioni | Espulsioni |
| ------------------ | ------------- | ------------- | ------------- | ------------- | ----------------- | ----------------- | ----------------- | ----------------- | -------- | ------ | ----------- | ---------- |
| T. Achenbach       | 33            | 1             | 3             | 0             | 0                 | 0                 | 0                 | 0                 | 33       | 1      | 3           | 0          |
| B. Auer            | 31            | 6             | 2             | 0             | 1                 | 0                 | 0                 | 0                 | 32       | 6      | 2           | 0          |
| F. Bäcker          | 1             | 0             | 0             | 0             | 0                 | 0                 | 0                 | 0                 | 1        | 0      | 0           | 0          |
| M. Casper          | 7             | 0             | 3             | 0             | 0                 | 0                 | 0                 | 0                 | 7        | 0      | 3           | 0          |
| A. Demai           | 22            | 4             | 8             | 0             | 0                 | 0                 | 0                 | 0                 | 22       | 4      | 8           | 0          |
| D. Engelbrecht     | 0             | 0             | 0             | 0             | 0                 | 0                 | 0                 | 0                 | 0        | 0      | 0           | 0          |
| M. Erb             | 6             | 0             | 2             | 0             | 1                 | 0                 | 1                 | 0                 | 7        | 0      | 3           | 0          |
| K. Falkenberg      | 18            | 0             | 4             | 0             | 0                 | 0                 | 0                 | 0                 | 18       | 0      | 4           | 0          |
| T. Feisthammel     | 29            | 3             | 3             | 0             | 1                 | 0                 | 1                 | 0                 | 30       | 3      | 4           | 0          |
| P. Frau            | 0             | 0             | 0             | 0             | 0                 | 0                 | 0                 | 0                 | 0        | 0      | 0           | 0          |
| A. Hadouir         | 11            | 0             | 2             | 0             | 1                 | 0                 | 0                 | 0                 | 12       | 0      | 2           | 0          |
| L. Hartmann        | 0             | 0             | 0             | 0             | 0                 | 0                 | 0                 | 0                 | 0        | 0      | 0           | 0          |
| D. Hohs            | 3             | 0             | 0             | 0             | 0                 | 0                 | 0                 | 0                 | 3        | 0      | 0           | 0          |
| M. Junglas         | 22            | 0             | 2             | 2             | 1                 | 0                 | 0                 | 0                 | 23       | 0      | 2           | 2          |
| A. Korte           | 0             | 0             | 0             | 0             | 0                 | 0                 | 0                 | 0                 | 0        | 0      | 0           | 0          |
| K. Kratz           | 20            | 0             | 5             | 0             | 1                 | 1                 | 0                 | 0                 | 21       | 1      | 5           | 0          |
| T. Krumpen         | 2             | 0             | 0             | 0             | 0                 | 0                 | 0                 | 0                 | 2        | 0      | 0           | 0          |
| N. Lubaca          | 1             | 0             | 0             | 0             | 0                 | 0                 | 0                 | 0                 | 1        | 0      | 0           | 0          |
| K. Maek            | 0             | 0             | 0             | 0             | 0                 | 0                 | 0                 | 0                 | 0        | 0      | 0           | 0          |
| S. Marquet         | 4             | 0             | 0             | 0             | 0                 | 0                 | 0                 | 0                 | 4        | 0      | 0           | 0          |
| F. Müller          | 0             | 0             | 0             | 0             | 0                 | 0                 | 0                 | 0                 | 0        | 0      | 0           | 0          |
| D. Odonkor         | 23            | 2             | 3             | 0             | 0                 | 0                 | 0                 | 0                 | 23       | 2      | 3           | 0          |
| S. Olajengbesi     | 31            | 2             | 5             | 1             | 1                 | 0                 | 1                 | 0                 | 32       | 2      | 6           | 1          |
| D. Pozder          | 0             | 0             | 0             | 0             | 0                 | 0                 | 0                 | 0                 | 0        | 0      | 0           | 0          |
| S. Radjabali-Fardi | 24            | 0             | 5             | 0             | 1                 | 0                 | 0                 | 0                 | 25       | 0      | 5           | 0          |
| S. Radu            | 28            | 4             | 2             | 1             | 1                 | 0                 | 0                 | 0                 | 29       | 4      | 2           | 1          |
| B. Sibum           | 30            | 2             | 9             | 0             | 1                 | 0                 | 0                 | 0                 | 31       | 2      | 9           | 0          |
| T. Stehle          | 6             | 0             | 2             | 0             | 0                 | 0                 | 0                 | 0                 | 6        | 0      | 2           | 0          |
| M. Stiepermann     | 21            | 2             | 3             | 0             | 1                 | 0                 | 0                 | 0                 | 22       | 2      | 3           | 0          |
| A. Streit          | 12            | 2             | 5             | 1             | 0                 | 0                 | 0                 | 0                 | 12       | 2      | 5           | 1          |
| J. Strifler        | 4             | 0             | 0             | 0             | 0                 | 0                 | 0                 | 0                 | 4        | 0      | 0           | 0          |
| A. Uludağ          | 25            | 1             | 6             | 0             | 1                 | 0                 | 1                 | 0                 | 26       | 1      | 7           | 0          |
| B. Waterman        | 30            | 0             | 2             | 0             | 1                 | 0                 | 0                 | 0                 | 31       | 0      | 2           | 0          |
| R. Yabo            | 17            | 0             | 0             | 0             | 1                 | 0                 | 0                 | 0                 | 18       | 0      | 0           | 0          |
| B. Çubukçu         | 0             | 0             | 0             | 0             | 0                 | 0                 | 0                 | 0                 | 0        | 0      | 0           | 0          |